# جون سلوت
جون سلوت (بالإنجليزية: John D. Sloat)‏ ، من مواليد 6 يوليو 1781، وتوفي في 28 نوفمبر 1867م، وهو قائد عسكري في البحرية الأمريكية، خاض حرباً ضد القوات المكسيكية في فترة الحرب المكسيكية الأمريكية.

## معرض صور

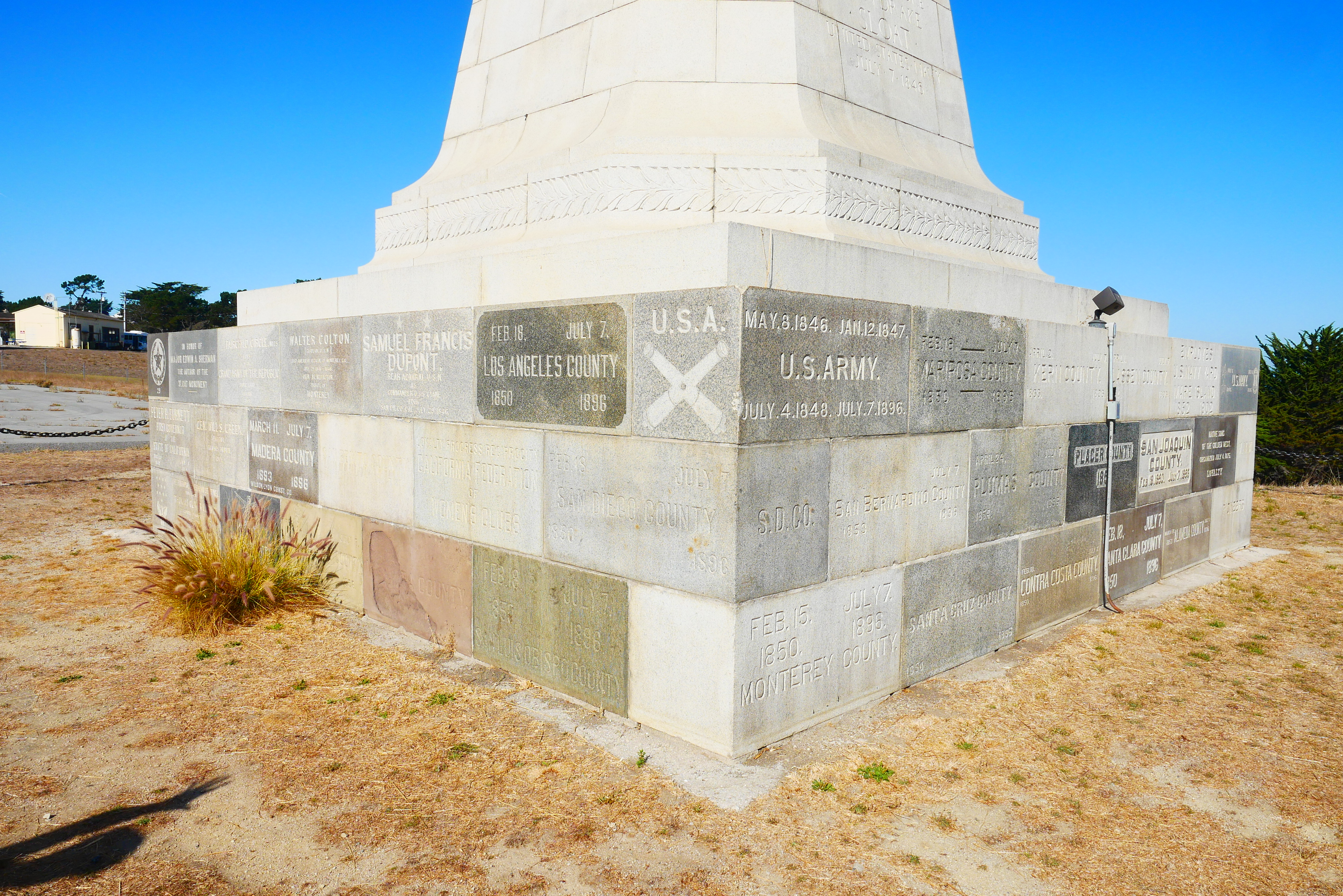
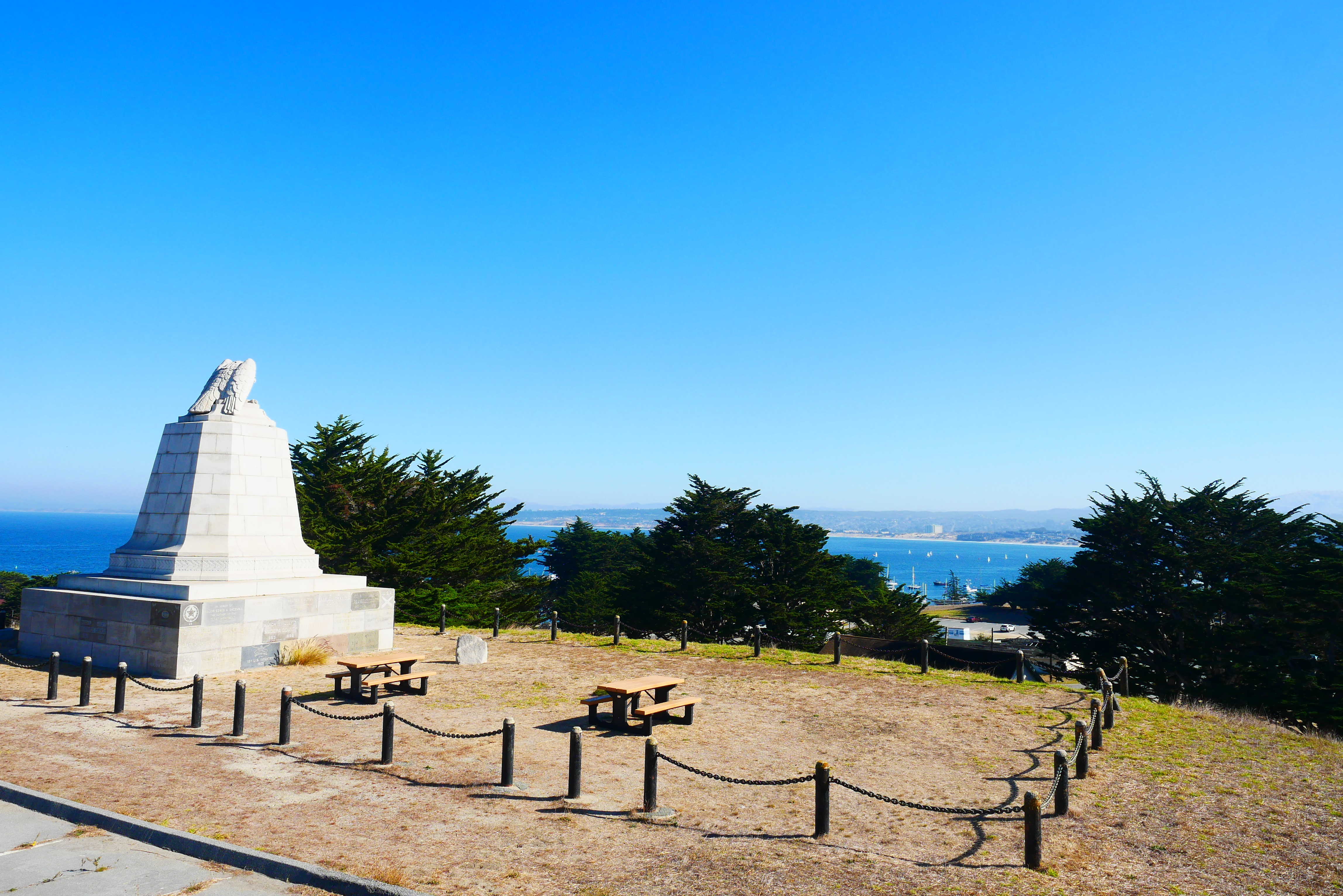
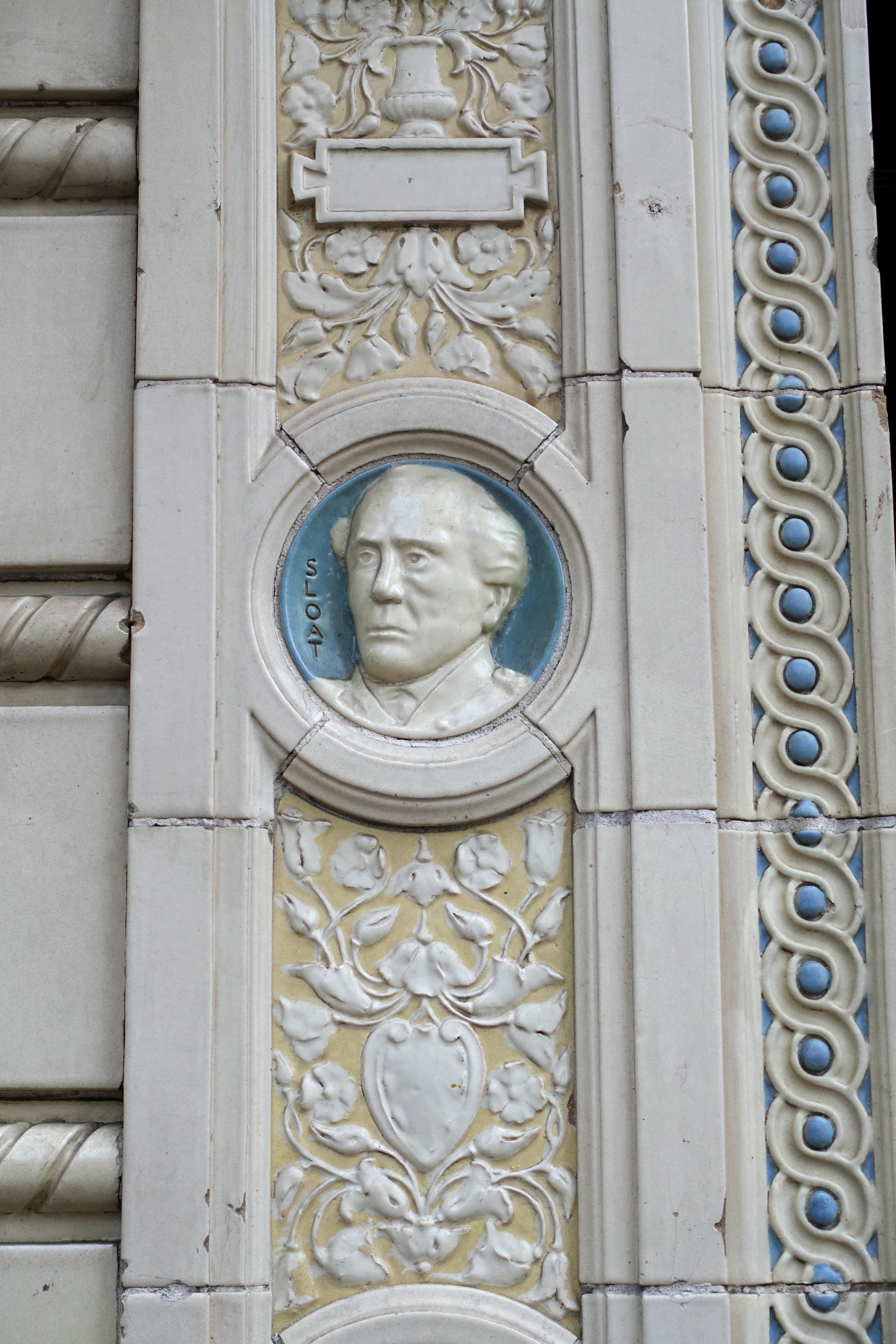